# Eva Kallhed
Eva Birgit Maria Kallhed, född 15 februari 1960 i Nässjö, Jönköpings län, är en svensk författare, kreatör och företagare. 
Eva Kallhed är uppvuxen i Nässjö och har drivit flera egna företag. Hennes verksamhet har främst hållit sig inom textilbranschen. I dag arbetar hon bland annat med offentlig inredning. Hon är bosatt i Växjö.